# Saint-Pierre-de-Manneville
Saint-Pierre-de-Manneville – miejscowość i gmina we Francji, w regionie Normandia, w departamencie Sekwana Nadmorska. Przez miejscowość przepływa Sekwana. 
Według danych na rok 1990 gminę zamieszkiwało 728 osób, a gęstość zaludnienia wynosiła 71 osób/km² (wśród 1421 gmin Górnej Normandii Saint-Pierre-de-Manneville plasuje się na 329. miejscu pod względem liczby ludności, natomiast pod względem powierzchni na miejscu 334.).